# Torre de agua Schanzengraben
La torre de agua Schanzengraben, también conocida como la antigua torre de agua, es una antigua torre de agua en Schanzengraben en el borde del casco antiguo de Zúrich.
La torre está ubicada en Schanzengrabenpromenade 110 detrás de la nueva bolsa de valores, justo al lado de la piscina de hombres de Schanzengraben en Schanzengraben. La estructura octogonal no formaba parte de las antiguas fortificaciones de la ciudad. Albergaba un tanque elevado para el suministro privado de agua a varias casas en Talacker. A principios del siglo XVIII había mucha actividad de construcción en este barrio, pero en ese momento no había suministro público de agua. Algunos ciudadanos se unieron y financiaron de forma privada la construcción de la torre de agua para abastecer sus casas particulares.
La torre fue construida en 1724 y, además del tanque elevado, también contenía una rueda de agua que bombeaba el agua para el depósito del Schanzengraben. Las tuberías de agua de plomo conducían desde el embalse hasta los hogares privados. La ciudad compró la instalación a los propietarios privados en 1862 y conectó las propiedades al suministro general de agua.
La estructura fue reparada nuevamente en la década de 1930 y la Asociación de Vías Navegables de Zúrich la ha utilizado como una instalación de almacenamiento de botes desde entonces. La torre de agua es un edificio protegido.